# 桃太郎伝説
『桃太郎伝説』（ももたろうでんせつ）は、ハドソンより発売されたコンピュータRPG。略称は「桃伝」（ももでん）。
1987年10月26日にはファミリーコンピュータ用ソフトとして、1988年2月26日にはX68000用ソフトとして発売された。
その後、リメイク版として、1990年7月20日にPCエンジン用ソフト『桃太郎伝説ターボ』が、2011年には各キャリア向けの携帯電話ゲーム『桃太郎伝説モバイル』が発売された。本稿ではこれらについても記述する。

## 概要
本作は、1987年にハドソンがファミリーコンピュータ（以下FC）市場で展開していた「マル超シリーズ」の第3弾ソフトとして10月26日に発売されたハドソン初のコンピュータRPG。その後、X68000向けの移植作品が1988年2月26日に発売された。
監督はさくまあきらが務め、イラストは土居孝幸が、音楽はサザンオールスターズの関口和之が手掛けている。
物語の大筋は、主人公の桃太郎がイヌ、サル、キジをお供に引き連れて鬼ヶ島の鬼を退治するという、おとぎ話の『桃太郎』を基にしつつ、『花咲かじいさん』『金太郎』『浦島太郎』など、他の有名な日本のおとぎ話の登場人物や逸話を交えた独特な世界が構築されている。
舞台設定に合わせてゲーム内の用語も和風になっており、一般のRPGにおける「レベル」「経験値」を「段」「心」、「HP」「MP」を「体」「技」、「魔法」にあたるものを「術」、通貨を「両」と表記する。
戦闘で相手を倒すことを「こらしめる」と表現し、主人公たちは戦いによって相手の命を奪うことはない。同様に、敵として相対する鬼たちも人間を殺したり痛めつけたりといった血生臭い悪行を働くことはないなど、昔話のように明確な生死の表現を避けていることも特徴である。
FC版のパッケージの表面に「コミカルRPG」と記されているようにギャグ要素の強い内容で、芸能人や時事的な出来事をパロディにしたネタが多く盛り込まれている。さくま曰く、そもそもは当時のドラゴンクエストのパロディ版を意図したが、露骨なパロディ要素は著作権上の問題が絡む上、本作品の独自性が生じた為に削ったと言う。
なお、PlayStationとWindows向けに発売されている同名シリーズ作品『桃太郎伝説』は、ストーリーの本筋そのものは本作をベースとしつつ、後続のシリーズ作品のキャラクターやゲーム要素を取り入れたリブート的な作品となっており、内容は異なる。

## 特徴的なシステム
- 桃太郎の年齢が作中で経過する。プレイ時間が2時間経過するごとに桃太郎が1歳ずつ年をとり、それに合わせて「つよさ」画面の桃太郎のグラフィックが変化する。いくら年をとっても能力値が下がることはなく、ゲームのクリアにも影響しないが、8歳以下の状態では後述の「希望の都」にある銭湯で女湯に入ることができる。
- 「術」は攻撃用や回復用など全部で8種類ある。いずれも戦闘やレベルアップ等では習得できず、各地にいる仙人に会い、仙人が課す修行をこなすことによって会得する。
- プレイヤーキャラクターは桃太郎1人のみであるが、旅の途中で出会うイヌ、サル、キジにきびだんごを与えてお供にすることができ、お供にすると桃太郎の攻撃力と守備力が上がる。
- 戦闘システムは以下のような特徴がある。
  - 画面表示は正面を向いた敵キャラクターのみ画面に表示する方式（フロントビュー）。
  - 基本的には1対1の戦闘であり、敵は一度の戦闘で常に1体のみ出現する。また、同一ターンにおいては常に先に桃太郎が攻撃し、そのあとに敵が攻撃する。ただしエンカウントした直後に先制攻撃を受けることがある。
  - イヌ、サル、キジはNPCとして独自の判断で戦闘に参加する。さくまあきらによると、これはRPGの戦闘でAIが導入された初めての例だという[6]。またイヌ、サル、キジは敵の攻撃を受けることはなく、体力やレベル（段）の概念もない。
  - 戦闘中、体力の低下に比例して攻撃力が低下する。
  - 戦闘終了後に段（レベル）が上がる際、体力と技が全回復する。
  - 桃太郎にダメージを与える攻撃を仕掛けてこない敵キャラクターとエンカウントすることがある。
    - びんぼうがみ（貧乏神） - 1ターンごとにお金を1両ずつ盗んでいく。
    - ふくのかみ（福の神） - クイズを出題し、正解するとお金をくれる。
    - ユキだるま - 斉藤由貴をモデルとした女性の顔の雪だるま。攻撃は仕掛けてこずすぐに立ち去る。質問をしてくることもあり、その返答次第では「ユキのおにぎり」がもらえることがある。
    - せきひん（赤貧） - 持ち金の半分を盗むことがある。
- ゲームデータのセーブはパスワード方式。パスワードは「天の声」と呼ばれ、村や都にある神社の神主から聞ける。
- 村や都には以下のような施設がある（場所によってはこれら以外の施設もある）。
  - 神社 - 神主から天の声を聞くことができる。また、次の段に上がるまでの心の数を教えてくれる。体力が0になり死亡した場合、持ち金が半分になり、最後に天の声を聞いた神社で復活する。
  - 質屋 - 持ち物を売却できる。後のシリーズ作品と違い、質屋以外の店で道具を売ることはできない。
  - 宿屋 - 宿泊して体力と技を回復できる。ゲームの開始地点から遠く離れた場所にある宿屋ほど宿泊料は高くなる。
  - 茶店 - 食べ物や冒険に役立つ道具を販売している。
  - 兵具店 - 武器と防具を販売している。
  - 易者の家 - 冒険のヒントとなる情報を有料で提供している。
  - といちや - お金を1000両単位で預けることができる。その際には100両の手数料が必要。後のシリーズ作品と違い、持ち物を預かってもらうことはできない。

## 術
きんたん（金丹）
桃太郎の体力が20回復する。「一角仙人」から授かる。
ろっかく（鹿角）
戦闘中に最大技数の25%を消費して会心の一撃を繰り出せる。「大地の仙人」から授かる。
いなずま（稲妻）
フィールド上やダンジョン内の一部の岩の前で使用すると、その岩を破壊できる。戦闘中に使うと敵にダメージを与える。「尸解仙（しかいせん）」から授かる。
ひえん（飛燕）
これまで天の声を聞いたことがある村や都まで飛んでいける。天の声を聞かないと行先に登録されない。すずめのお宿は天の声を聞くことができないので飛べない。「天の仙人」から授かる。
この術を使用すると、フィールドマップ上を目的地まで高速・最短経路で移動する。
ほうひ（放屁）
文字通りオナラをする。人の前で使用すると、その人が前後左右にどく。ある人物に対して使った場合は別の効果がある。「ひとりでも仙人」から授かる。
まんきんたん（万金丹）
桃太郎の体力が最大値まで回復する。「ダメ仙人」から授かる。
ふゆう（浮遊）
通常は歩くとダメージを受ける毒の沼地や血の池の上を無傷で通過できる。「那由他の仙人」から授かる。
だだぢぢ
戦闘中に最大技数の37.5%を消費して大ダメージを与える最強の術。効果のない敵もいる。「無限の仙人」から授かる。

## 物語
のどかな自然に囲まれたとある地で、おじいさんとおばあさんが暮らしていた。ある日、おばあさんが川で洗濯をしていると、川上から大きな桃が流れてきた。おばあさんはその桃を拾って持ち帰り、おじいさんと一緒に食べようとしたところ、桃の中から元気な男の子が飛び出してきた。おじいさんとおばあさんはその男の子に「桃太郎」と名付け、大切に育てた。
それから時が経ち、6歳となった桃太郎は、世の中にはびこる鬼たちを退治するため鬼ヶ島へ向かうことを決意する。おばあさんは戦支度用のお金と手製のきびだんごを渡し、おじいさんは激励の言葉を掛ける。桃太郎は2人から教わった勇気を胸に冒険へと旅立った。

## 登場人物
桃太郎
物語の主人公。
おじいさん / おばあさん
桃太郎の育ての親。桃太郎の無事を信じ、生家で帰りを待つ。
イヌ
桃太郎のお供。花咲かじいさんの飼い犬。
サル
桃太郎のお供。「さるかにの村」の出身。
キジ
桃太郎のお供。ある場所でつづらに閉じ込められている。
花咲かじいさん / 金太郎 / 浦島太郎
それぞれ「花咲かの村」「金太郎の村」「浦島の村」に住んでいたが、鬼にさらわれてしまう。
寝太郎
「寝太郎の村」に住む若者。村の大橋を塞ぐほどの巨体を持つ。
吉四六（きっちょむ）
北端の地に居を構える人物。北国の敵に有効な武器「灼熱の弓矢」を桃太郎に手渡す。
銀次
スリを生業とする男。桃太郎が持つ宝物を盗んでしまう。元はある料亭の息子。
乙姫
海の底にある竜宮城にいる姫。
かぐや姫
竹取の村に住む女性。世界に眠る5つの宝を集める者の登場を待っている。
地蔵
世界中のいたるところに安置されている像。話しかけると、冒険に役立つ助言をくれたり、無意味なことを語ったりと、様々な反応を示す。
閻魔大王
鬼ヶ島に控える鬼族の首領（ラストボス）。

## 世界
マップは世界地図と似通った形になっている。村名等の横の（　）は元となったおとぎ話。

### 花と木の国
旅立ちの村
桃太郎の生家の近くにある村。
おむすびころりんの穴（『おむすびころりん』）
穴の中に転がり落ちるおにぎりを追って中へ入れる。穴の中にはネズミがいる。
花咲かの村（『花咲か爺』）
お供となるイヌが暮らす村。村中に桜の木が植えてある。

### 冬と星の国
ここに登場する氷の地面の上を歩く際に上下左右キーを入力すると滑り、入力した方向と逆に進む。かんじきを履くと入力通りの方向に進む。
金太郎の村（『金太郎』）
祭り好きの住民が暮らす村。村の中央にはやぐら太鼓を乗せる台がある。村の奥には足柄山がそびえる。
浦島の村（『浦島太郎』）
海岸沿いにある漁師の村。村の奥には「若返りの泉」がある。浜辺にいるカメに頼むと竜宮城へ連れて行ってくれる。
寝太郎の村（『三年寝太郎』）
冬と星の国とほほえみの大地にまたがる村。大きな橋が架かっているが、その橋の上では寝太郎が眠っている。

### ほほえみの大地
ほほえみの村
ダジャレ好きの住民が暮らす村。村の中へ入るには紹介状が必要。

### 希望と絶望の国
希望の都
世界最大の都市。中央には大きな塔がそびえ、都ならではの店も並んでいる。
ならび地蔵（『笠地蔵』）
雪原地帯に並んでいる地蔵群。地蔵に話しかけると、ある宝物の在り処に関するヒントを伝える。
鬼の爪痕
多くの川が入り組んだ湿地帯。桃太郎の道具や所持金を盗む妖怪・黒河童が生息している。
さるかにの村（『さるかに合戦』）
お供のサルが暮らす村。鬼の山姥の呪いにより、村人たちが臼・蜂・栗の姿に変えられてしまう。

### 愛と勇気の国
竹取の村（『竹取物語』）
かぐや姫が暮らす、竹林に囲まれた村。
黄泉の塔
竹取の村の西にそびえる巨大な塔。
すずめのお宿（『舌切り雀』）
世界に点在する、すずめたちが住む集落。他の村にはない店「つづら屋」がある。つづら屋ではお金を払って2つのつづらのどちらかを選び、中に入っているアイテムをもらえる。
鬼ヶ島
鬼族の拠点。
月
かぐや姫の故郷。

## その他
- 天の声（パスワード）で「すべてのてきがみたいな」と入力すると、敵キャラクター閲覧モードになる。
- 「す」と入力すると、音楽モードになる。
- 「ふ」と入力すると、比較的強力なパラメータの75歳の老人の姿でほほえみの村から開始するが、すぐに0歳に戻る。8歳未満なので近くにある希望の都の女湯にも入れる。
- 「おいしいすもももももも……」（末端まで「も」で埋める）と入力すると、20歳の青年の姿で浦島の村から開始する。

## リメイク版
1990年7月20日にPCエンジン用ソフト『桃太郎伝説ターボ』が、2011年には各キャリア向けの携帯電話ゲーム『桃太郎伝説モバイル』が発売された。

### 桃太郎伝説ターボ
『桃太郎伝説ターボ』（ももたろうでんせつターボ）は、1990年7月20日に発売されたPCエンジン用のコンピュータRPG。ファミリーコンピュータ版『桃太郎伝説』（以下、『初代』と表記）のリメイク作品。PCエンジンのHuカードソフトのRPG部門で最も売れたソフトとなり、Huカードソフト全体の売り上げでも5位となった。
2001年1月1日には、本作と本作の続編『桃太郎伝説II』を合わせて移植したゲームボーイカラー用ソフト『桃太郎伝説1→2』（ももたろうでんせついちからに）が発売された。

#### 初代との違い
- グラフィックがより精細になり、BGMもPCエンジンの音源に合わせてアレンジされた。
- タイトル画面の画像とBGMが一新された（BGMは『スーパー桃太郎電鉄』のタイトル曲）。
- 外部記憶装置を用いたことで、データをセーブできるようになった。
- プレイ時間が秒単位まで確認できるようになった（桃太郎の年齢が作中で経過するシステムは廃止された）。
- フィールド上でお供が表示されるようになった。
- 登場する装備品が大幅に変更。
- 兵具屋や茶店で道具を売却できるようになった（「質屋」は廃止された）。
- 易者の占いが無料になった。
- 仙人の名前が、授ける術の名前と同じになった（例：「きんたんの術」を授けるのはきんたん仙人）。
- 「ひえんの術」と「ふゆうの術」を早い段階で覚えられるようになった。ひえんの術は天の声を聞いたかどうかにかかわらず一度行ったことのある村に飛べるようになり、天の仙人の修行により、すずめのお宿に飛ぶことも可能になった。
- 「だだぢぢの術」の消費技数が「最大技数の37.5％」から「100」に変更。また、効果のある敵が増えた。
- 「おむすびころりんの穴」の削除。
- 「ほほえみの村」に紹介状がなくても入れるようになった。
- 「すずめのお宿」が、5か所から8か所に追加された。
- 一部の重要アイテムの入手方法の変更。
- 一部の敵キャラクターの追加・削除。
- 一部のボスの追加・変更。
  - 希望の都 - 茨木童子（いばらきどうじ）
  - さるかにの村 - 山姥（やまんば）
  - 山姥の洞窟（蛇骨婆の洞窟） - 山姥→蛇骨婆（じゃこつばばあ）
- エンディング終了後にリセットしてゲームを最初から始めると「ターボモード」をプレイできる。ここでは、もらえる心の数とお金が3倍になるモードと、敵が出ず今まで歩けなかった場所を歩けるようになるモードのどちらかを選ぶ。

### 桃太郎伝説モバイル
『桃太郎伝説モバイル』（ももたろうでんせつモバイル）は、ハドソンより発売された携帯電話ゲーム。ファミリーコンピュータ版『桃太郎伝説』のリメイク作品。iアプリ版が2011年4月18日、S!アプリ版が同年4月28日、EZアプリ版が同年8月11日に、それぞれ前編・後編に分けて発売された。なお、当初iアプリ版は2011年4月1日に発売する予定だったが、同年3月11日に発生した東日本大震災の影響を受け発売を延期した。
物語の流れはファミリーコンピュータ版と同様だが、グラフィックが描き直され、新規の敵や過去のシリーズに登場した敵、カード収集要素などが追加されている。

## スタッフ
桃太郎伝説
- ゲーム・デザイン：さくまあきら
- キャラクター・デザイン：土居孝幸
- 音楽：関口和之
- チーフ・プログラマー：飛田雅宏
- プログラマー：三上哲、菊池賢次、中田伸一
- チーフ・デザイナー：やましたひろふみ
- デザイナー：佐々木みか、桑原美生、東明彦、及川泰恵、藤本佳代
- サウンド・プログラマー：高橋克昇
- シナリオ・アシスタント：飯塚裕之、ふかさわめぐみ、桝田省治
- ワールド・デザイン：飯塚裕之、桝田省治、こいでたく
- スペシャル・サンクス：増田景子、戸田圭祐、木原茂男、樹原涼子、浦敏治、山本次行、奥村めぐみ、笹川敏幸、井上大介、永田淳夫、マッちゃん、ヒデちゃん、かがわクン、はしサン、とだサン、けいしゅうサン、あらきひとし、おのとしひろ
- プロデューサー：いしいひろゆき

桃太郎伝説ターボ
- ゲーム監督：さくまあきら
- ゲーム演出：桝田省治
- キャラクターデザイン：土居孝幸
- 音楽：関口和之
- チーフ・プログラマー：三上哲
- シナリオアシスタント：服部隆之、はくやまさかず、井沢寛、まつもとたづ
- プログラマー：山森正和
- チーフデザイナー：東明彦
- デザイナー：武田真理
- サウンドプログラマー：滝本利昭、中橋望、中村正弘
- ゲームディレクター：飛田雅宏
- スペシャル・サンクス：浦敏治、中田伸一、菊池賢次、永田淳夫、松浦浩司、野中和彦、飛澤正人、佐藤裕、岡田寿夫、瓜田智昭、安田圭吾、川田忠之、島田周樹、及川泰恵、あらきひとし、おおいともお

## 評価
桃太郎伝説
ゲーム誌『ファミコン通信』の「クロスレビュー」では、8・8・8・8の合計32点（満40点）でゴールド殿堂入り。レビュアーからは「謎がそれほど難解じゃないから、ストーリーもとんとん拍子に進んで気持ちがいい」、「桃太郎がだんだん年をとってっちゃうっていうのも新しいし、絵もサイコーにカワイイ」、「敵キャラたちの襲いかかる時の言葉が好き」、「（和風RPGとして）なかなかハマっていて楽しめる」などと評されている。
ゲーム誌『ファミリーコンピュータMagazine』の読者投票による「ゲーム通信簿」での評価は26.05点（満30点）。同誌1991年5月10日号特別付録の「ファミコンロムカセット オールカタログ」では、「愛と勇気の爆笑RPG」、「初心者にも安心して遊べる」と紹介されている。その他、同付録の巻末に収録されている「ロムカセット部門別BEST5」では、キャラクタ5位を獲得している。
| 項目 | キャラクタ | 音楽 | 操作性 | 熱中度 | お買得度 | オリジナリティ | 総合  |
| 得点 | 4.63       | 4.38 | 4.30   | 4.54   | 4.18     | 4.02           | 26.05 |

桃太郎伝説ターボ
ゲーム誌『ファミコン通信』のクロスレビューでは、合計30点（満40点）でシルバー殿堂入り、『月刊PCエンジン』では85・85・90・85・90の平均87点、『マル勝PCエンジン』では8・9・10・8の合計35点（満40点）。『PC Engine FAN』の読者投票による「ゲーム通信簿」での評価は24.88点（満30点）で、同誌1993年10月号特別付録の「PCエンジンオールカタログ'93」では「敵キャラや、イベントなども昔話をベースに作られたものが多く、ほのぼのしている」と紹介されている。
| 項目 | キャラクタ | 音楽 | 操作性 | 熱中度 | お買得度 | オリジナリティ | 総合  |
| 得点 | 4.52       | 4.06 | 4.17   | 4.22   | 4.21     | 3.70           | 24.88 |

## 書籍
攻略本
- 桃太郎伝説 ひみつ攻略法（小学館、1987年12月5日 ISBN 978-4-09-104149-4）
- 必勝テク道場3 桃太郎伝説他（JICC出版局、1987年12月13日 ISBN 4-88063-322-4）
- 桃太郎伝説ターボ必勝攻略法（双葉社、1990年8月1日 ISBN 978-4-575-15173-2）

ゲームブック
- 冒険ゲームブックシリーズ（双葉社）
  - 桃太郎伝説 愛と勇気のオニ退治（1987年 大出光貴、竹田明 / スタジオ・ハード ISBN 4-575-76052-8）
  - 桃太郎伝説スペシャル 雪の女王に挑戦！（1990年 大出光貴 / スタジオ・ハード ISBN 4-575-76154-0）